# Карл-Гайнц Тілен
Карл-Гайнц Тілен (нім. Karl-Heinz Thielen, нар. 2 квітня 1940, Люнен) — німецький футболіст, що грав на позиції нападника за клуб «Кельн» та національну збірну Німеччини.

## Клубна кар'єра
У дорослому футболі дебютував 1959 року виступами за команду «Кельн», кольори якої і захищав протягом усієї своєї кар'єри гравця, що тривала цілих п'ятнадцять років. Більшість часу, проведеного у складі «Кельна», був основним гравцем атакувальної ланки команди і одним із її головних бомбардирів, маючи середню результативність на рівні 0,34 гола за гру першості.
У складі кельнської команди вигравав Оберлігу сезону 1961/62, а згодом став переможцем першого розіграшу Бундесліги сезону 1963/64. Перша половина 1960-х була найуспішнішим етапом кар'єри нападника й з точки зору особистих здобутків — зазвичай він відзначався щонайменше 10-ма голами за сезон футбольної першості Західної Німеччини. Завершив ігрову кар'єру 1973 року.

## Виступи за збірну
1964 року дебютував в офіційних матчах у складі національної збірної ФРН. Наступного року провів свою другу і останню гру за національну команду.

## Титули і досягнення

### Командні
- Чемпіон ФРН (2):

«Кельн»: 1961/62, 1963/64
- Володар Кубка Німеччини (1):

«Кельн»: 1968

### Особисті
- Найкращий бомбардир Кубка ярмарків (1):

1965/66 (7 голів)